# Lasse Roldkjær
Lasse Roldkjær, er en dansk radiochef med en omfattende karriere inden for både kommerciel og public service-radio i Danmark og Sverige. Han har spillet en central rolle i udviklingen og ledelsen af flere radiostationer og -programmer. Han har været aktiv i den kommercielle radiobranche siden 1980'erne og har tidligere været programchef på Nova FM, The Voice og den landsdækkende udgave af Sky Radio. 2006-2010 var han ansat i SBS og i 2008 lancerede han den SBS-ejede rockradio Radio City, der i løbet af sin korte levetid, fik 449.000 lyttere.. 
I perioden fra 2011 til 2016 arbejdede Roldkjær som executive producer på Mix Megapol, der blev Sveriges største radiostation med cirka 3,5 millioner lyttere om ugen og større end Svensk P3. Her havde han en strategisk rådgivende funktion for programledelsen vedrørende udviklingen af radiobrands og var programansvarlig for "Äntligen Morgon/Gry & Anders med Vänner".
I 2016 vendte han tilbage til Danmark som kanalredaktør for P5, P6 Beat, P7 Mix og P8 Jazz hos DR Medier. Senere blev han interim kanalredaktør for P3, P4 og P5, inden han i juli 2020 blev kanalredaktør for P3 og P5. Da DR Medier blev nedlagt i september 2021 fortsatte han som udviklingsredaktør for P3 hos DR Ung. Under sin tid i DR var han involveret i skabelsen af podcasten "På Bagsædet" med Hav og Kamal. "Sangskriver" med Jonas Gülstorff der vandt en "Prix Europa" i 2017 for Bedste Europæiske Musikprogram.
Samtidig med sit virke i DR har Roldkjær siden 2018 arbejdet for Bauer Media Group A/B i Sverige som executive producer på Mix Megapol. Under hans ledelse vandt morgenshowet "Gry Forssell med vänner" i 2024 igen det svenske Radioakademis pris Guldörat for årets bedste morgenshow. 
Udover sin radiokarriere har Roldkjær arbejdet inden for tv-branchen. I 2012 var han redaktionschef på "Husk Lige Tandbørsten" på DR1.
Roldkjær har en Master i Professionel Kommunikation fra Roskilde Universitet (2006-2008). Masterafhandling, "DR’s valg", er en komparativ diskursanalyse af TV-Avisens valgdækning af den siddende regering i 2001 vs. 2007. Afhandlingen blev nummer to på Kommunikationsforums liste over "10 Masterafhandlinger, du bare SKAL læse".